# Schwingfliegen

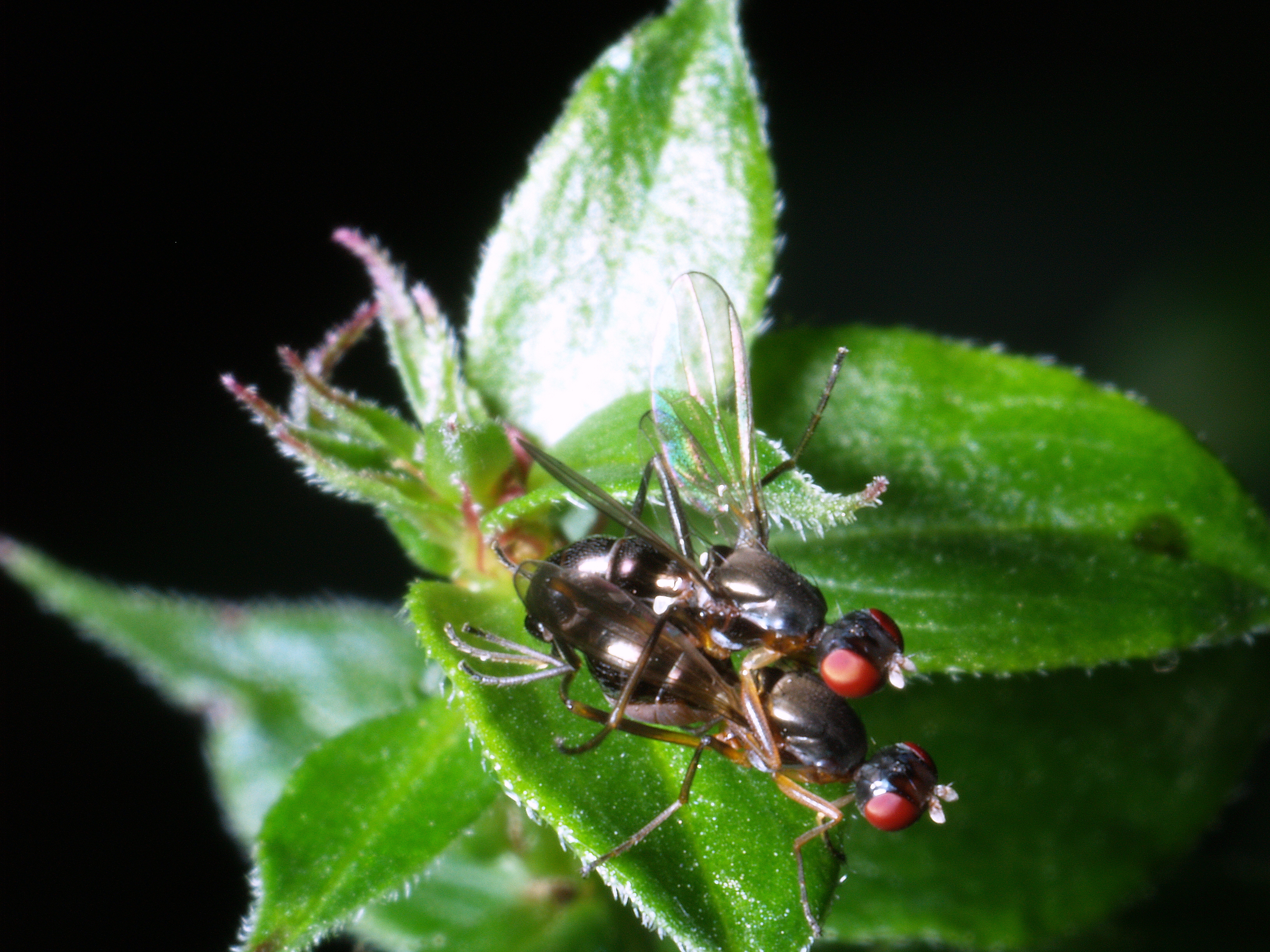
Schwingfliegen bei der Paarung (vermutlich Themira putris)

Die Schwingfliegen (Sepsidae) sind eine Familie kleiner, meist dunkel metallisch glänzender Fliegen, die sich vor allem durch den vorne wespenartig verschmälerten Hinterleib auszeichnen. Das langsame Vor- und Zurückschwingen der oft gepunkteten Flügel hat ihnen ihren Namen eingebracht.

## Merkmale
Es handelt sich um kleine Fliegen von zwei bis sechs Millimetern Länge, deren Körper mehr oder weniger kahl und meist schwarz und – oft leicht rötlich oder violett – metallisch glänzend ist. Der Kopf ist kugelförmig.
Das Abdomen ist bei den meisten Arten vorne wespenartig verengt. Das hintere Ende ist oft kürzer oder länger zugespitzt.
Die Flügel sind glasklar und haben kurz vor der Spitze bei vielen Arten einen dunklen Fleck. In der Flügeladerung sind die Costa und die Subcosta vollständig und von der Ader r1 getrennt.

## Lebensweise
Die Larven der Schwingfliegen entwickeln sich im Kot von Tieren, seltener auch in verrottenden pflanzlichen Resten. Viele Arten sind insbesondere an den Kot von Säugetieren gebunden. Die Eier werden von den Imagines direkt auf das Nährmedium gelegt. Nach ein bis zwei Tagen schlüpfen die Larven, die insgesamt drei Entwicklungsstadien durchleben. Die Verpuppung findet dann im Nährmedium selber oder im darunterliegenden Boden statt. Das Puparium hat eine rötliche Farbe. Die Entwicklung vom Ei bis zum adulten Tier dauert insgesamt 14 bis 32 Tage.
Die adulten Tiere ernähren sich hauptsächlich von Nektar. Eine Auswertung der Blütenbesuche mitteleuropäischer Schwingfliegen findet sich in Flügel (2013). Exkremente besuchen die Sepsiden aber außer zur Reproduktion vermutlich auch, um ihren Bedarf an Proteinen und Mineralstoffen zu decken. Oft kann man die Tiere auf Blättern von kleineren Pflanzen sehen, wo sie ihre Flügel abspreizen und auffällig nach vorne und hinten bewegen. 

## Verbreitung
Die Schwingfliegen sind weltweit verbreitet, aus Deutschland sind bisher 32 Arten bekannt geworden. Viele Arten der Familie haben ausgesprochen große Verbreitungsgebiete, da sie der Viehzucht und dem Menschen folgten.

## Europäische Gattungen
Die Familie umfasst weltweit ungefähr 20 Gattungen mit ca. 318 Arten (Ozerov 2005). Die europäischen Gattungen sind (nach ):
- Archisepsis
- Meroplius
- Nemopoda
  - Nemopoda nitidula
- Ortalischema
- Orygma
- Saltella
- Sepsis
- Themira
- Zuskamira